# 五菱・宏光
宏光（英: Wuling Hongguang）は、上汽通用五菱汽車が生産・販売しているコンパクトMPVである。
2013年から2017年の間、インドでは「シボレー・エンジョイ」の名称で販売されていた。

## 初代
2010年の北京モーターショーで発表。5/7/8人乗りのMPVで、駆動方式はFR。エンジンは1.2L P-TECと1.5L P-TEC DVVTでトランスミッションは5速MTのみ。
インドでは2012年のニューデリーオートエクスポにて「シボレー・MPVコンセプト」として出展され、2013年5月9日から「シボレー・エンジョイ」として発売開始された。エンジョイは中国からCKDキットがインドに輸出されて現地組立が行われる。2017年には、GMのインド撤退に先駆け、販売が停止された。

### 五菱・宏光 S
2013年8月6日にはインド向けエンジョイと同じ外観を持った車種が「五菱・宏光S」として発売開始された。全長が若干伸ばされて4,400 mmとなっている。宏光Sの1.5L車のみ2014年8月6日に4速ATが追加設定された。

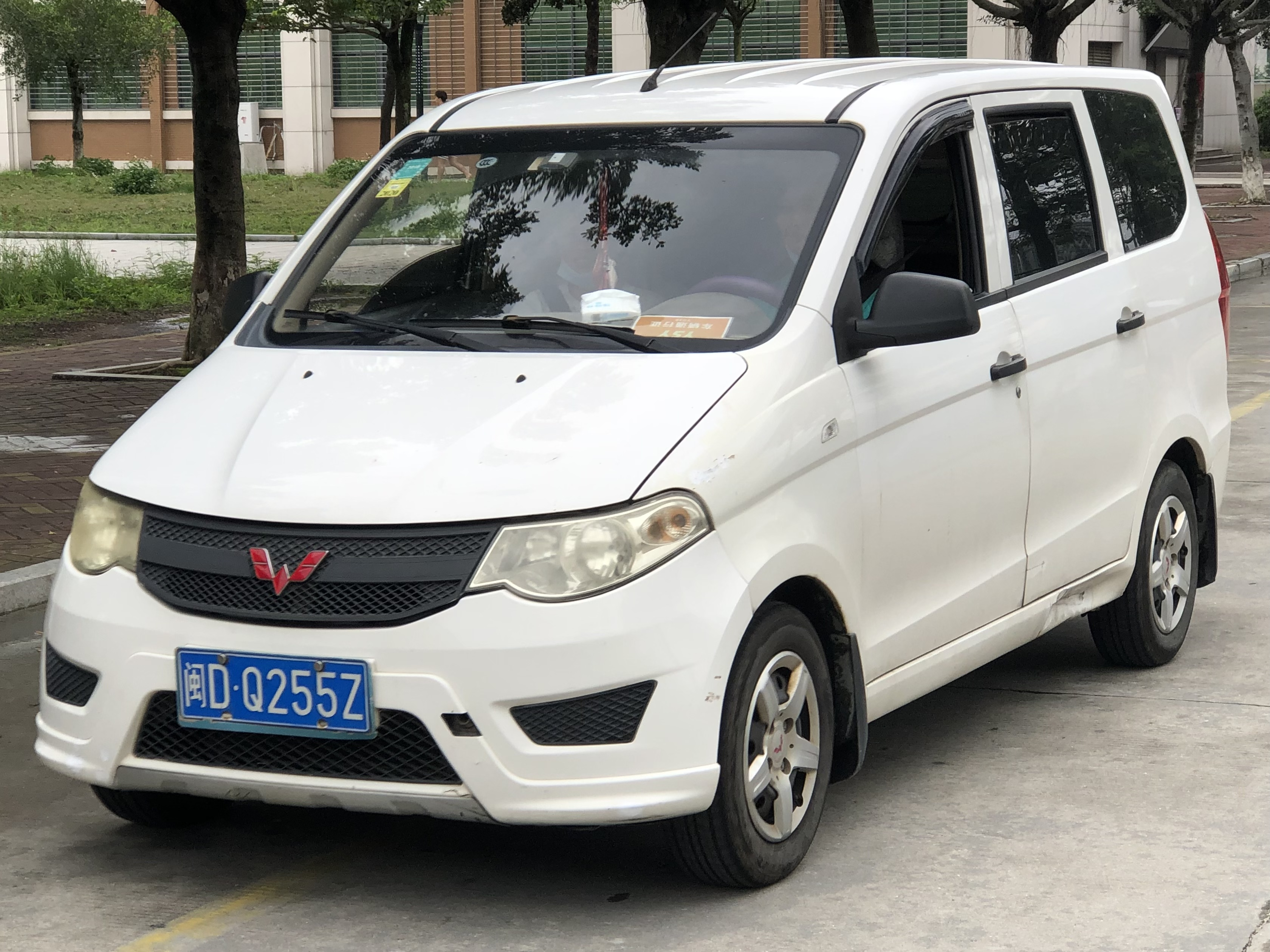
五菱・宏光 S
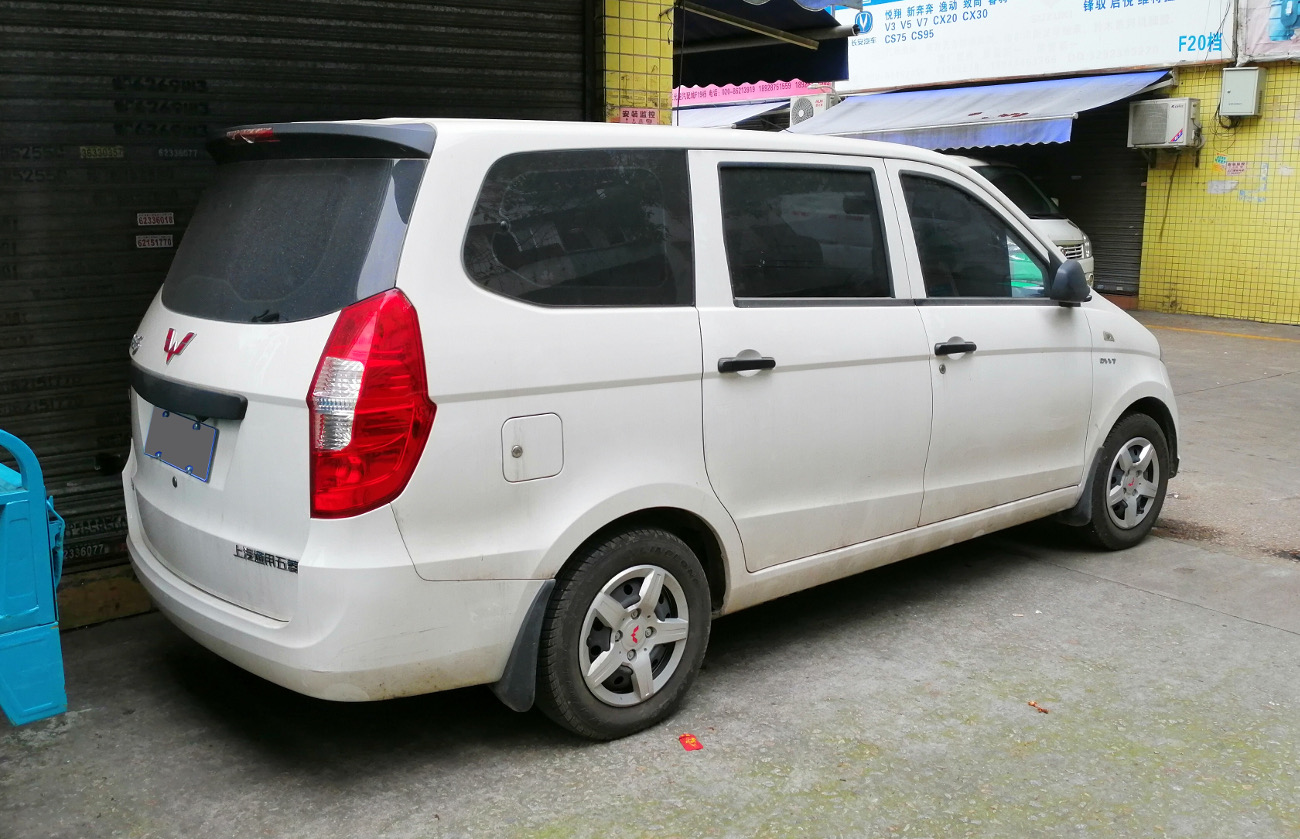
五菱・宏光 S

### 五菱・宏光 V
2015年1月9日に「五菱宏光V」が発売開始された。外観が全面的に刷新されて、ヒンジドアからスライドドアへ変更されている。外寸は全長4,415mm-4,435mm×全幅1,685mm×全高1,850mm、ホイールベース2,720mm。パワートレーンは従来型と同じ。

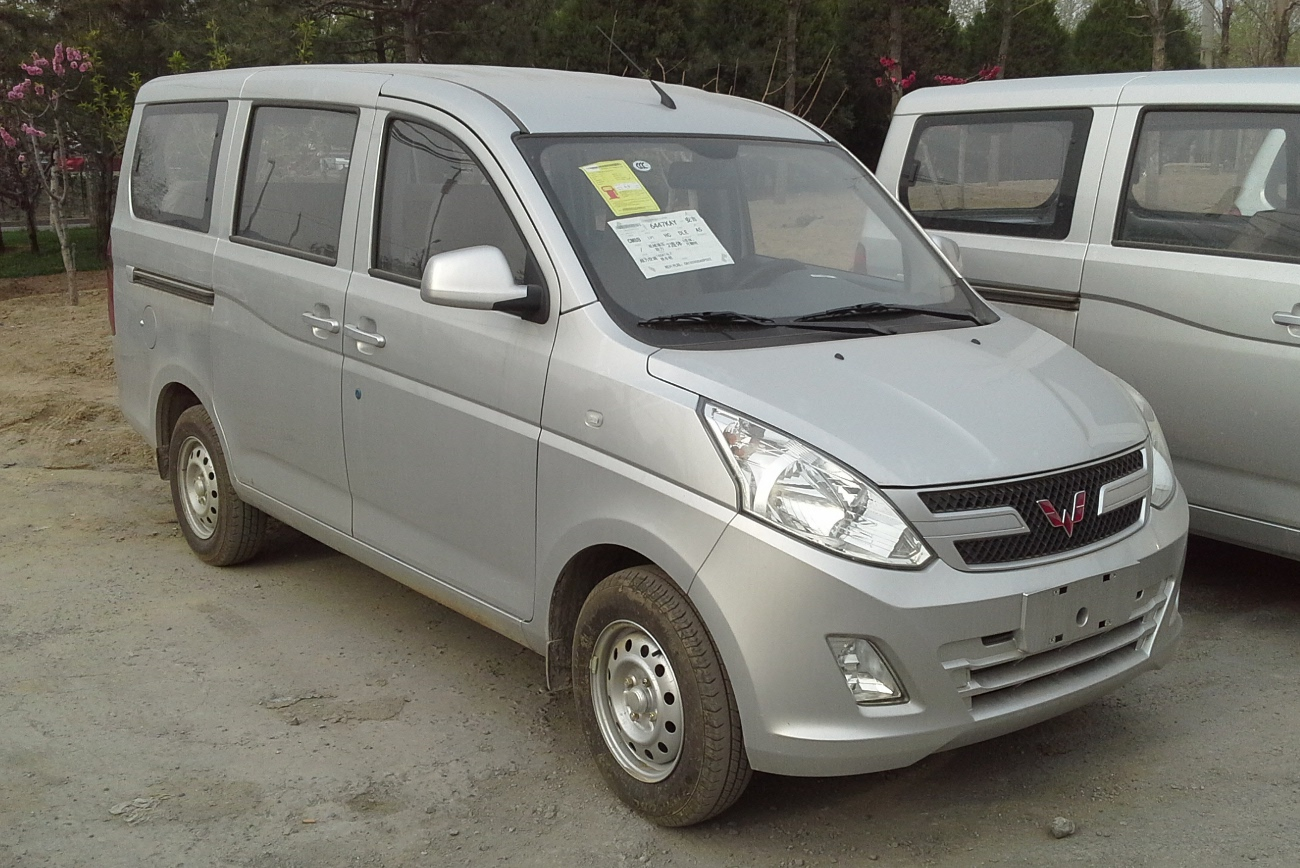
五菱・宏光 V
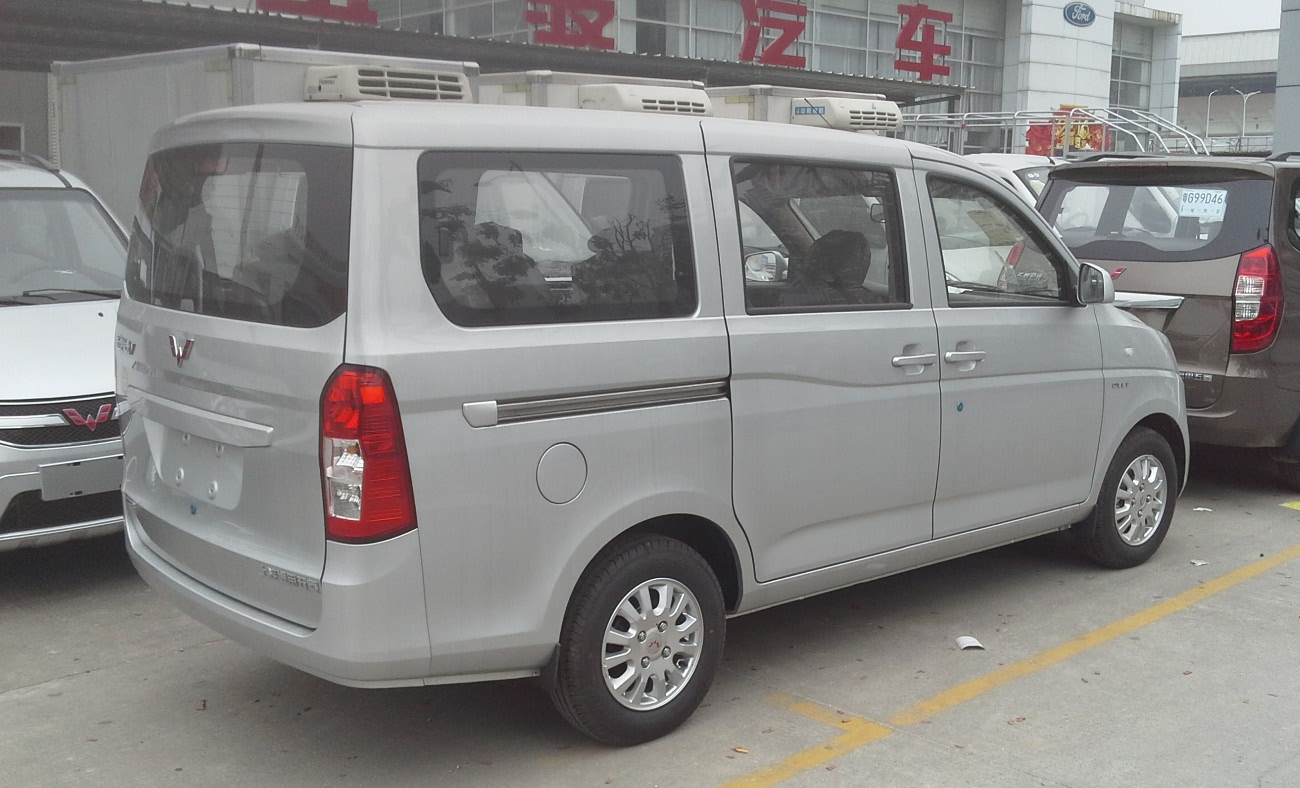
五菱・宏光 V

## 2代目
2代目にあたる「宏光 S」は2018年に発売され、初代の宏光 Sは「宏光 S 経典版（Classic）」として併売される。パワートレインは初代にも用いられた1.5リッターエンジンに5速MTを組み合わせた。

## 派生車種

### 五菱・宏光 S1
本モデルは中国で2015年から2017年にかけて生産され、2017年から現在までインドネシアで「五菱・コンフェロ」と「五菱・フォルモ」として生産されている。

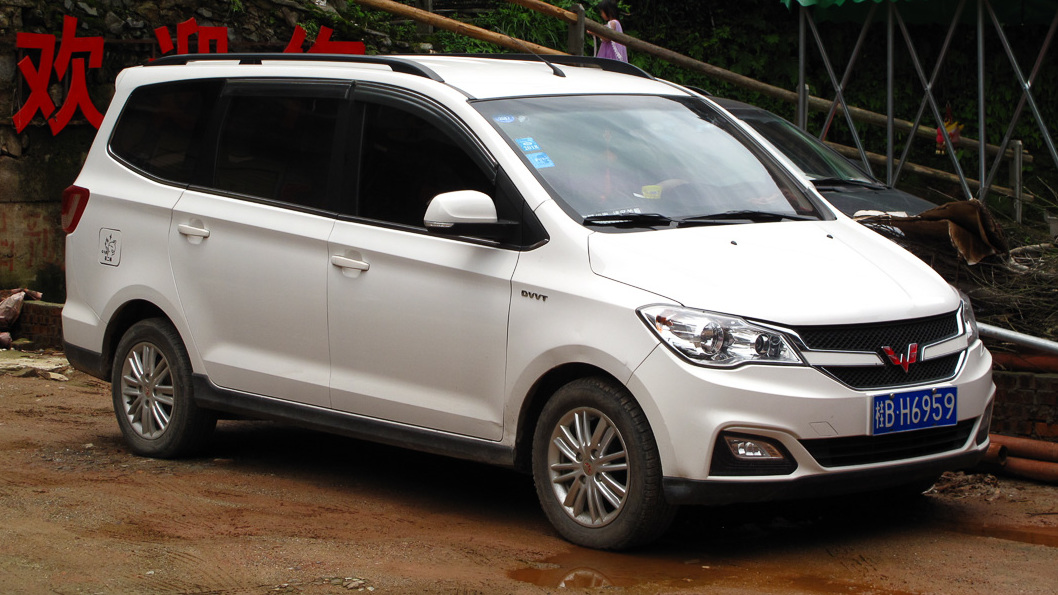
五菱・宏光 S1
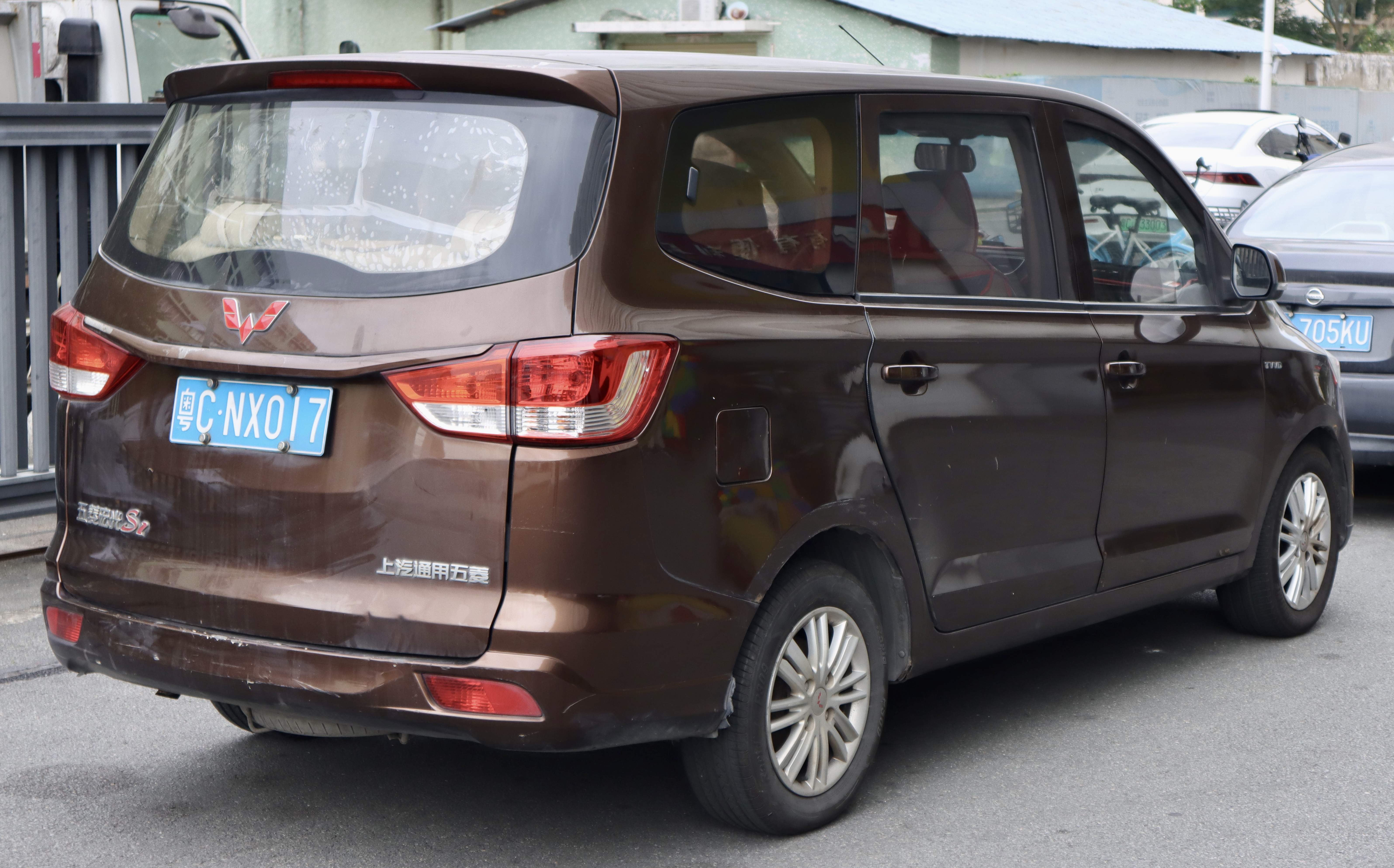
五菱・宏光 S1

### 五菱・宏光 S3
本モデルは宏光のプラットフォームを使用したSUVとして2017年より生産されている。

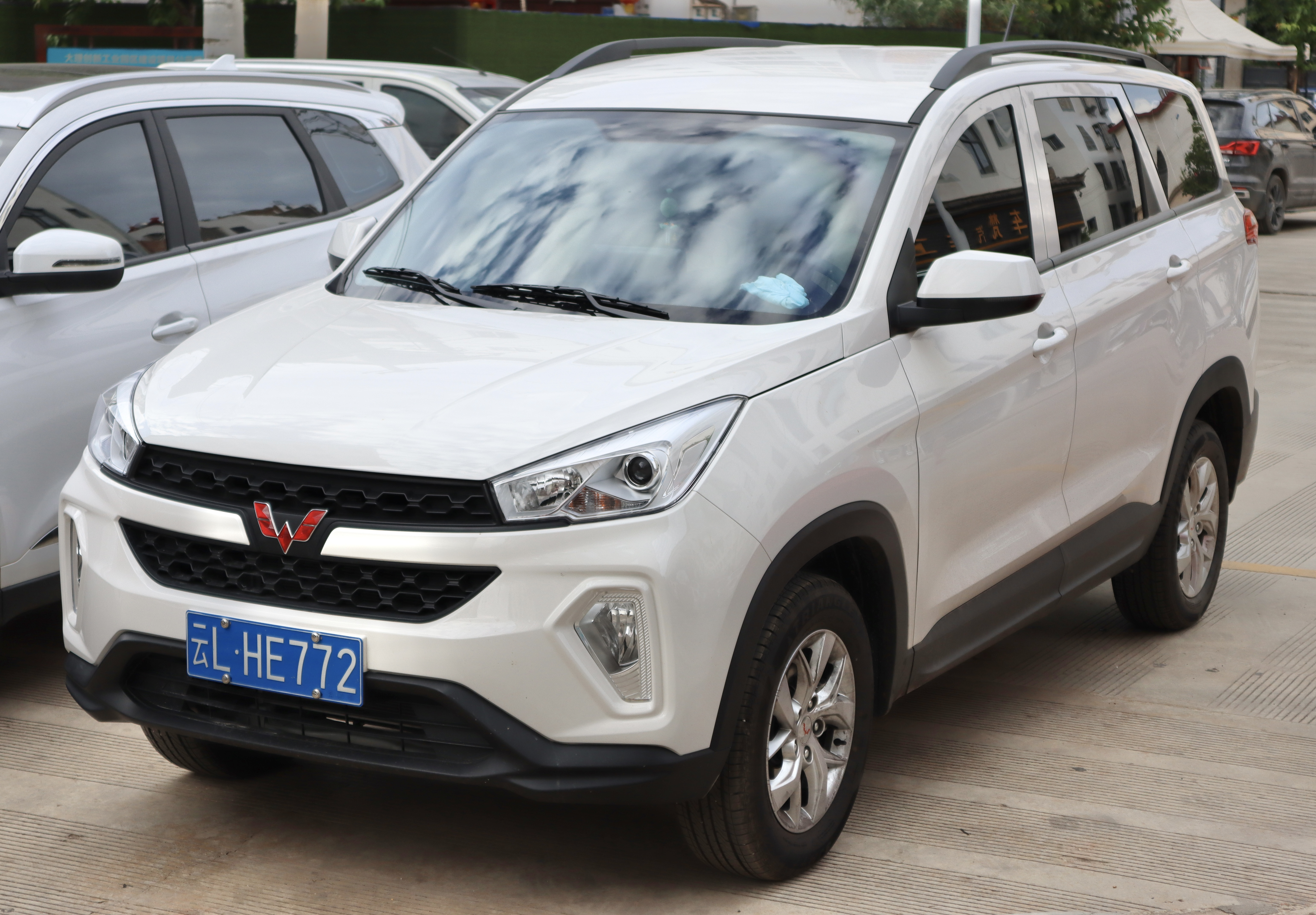
五菱・宏光 S3
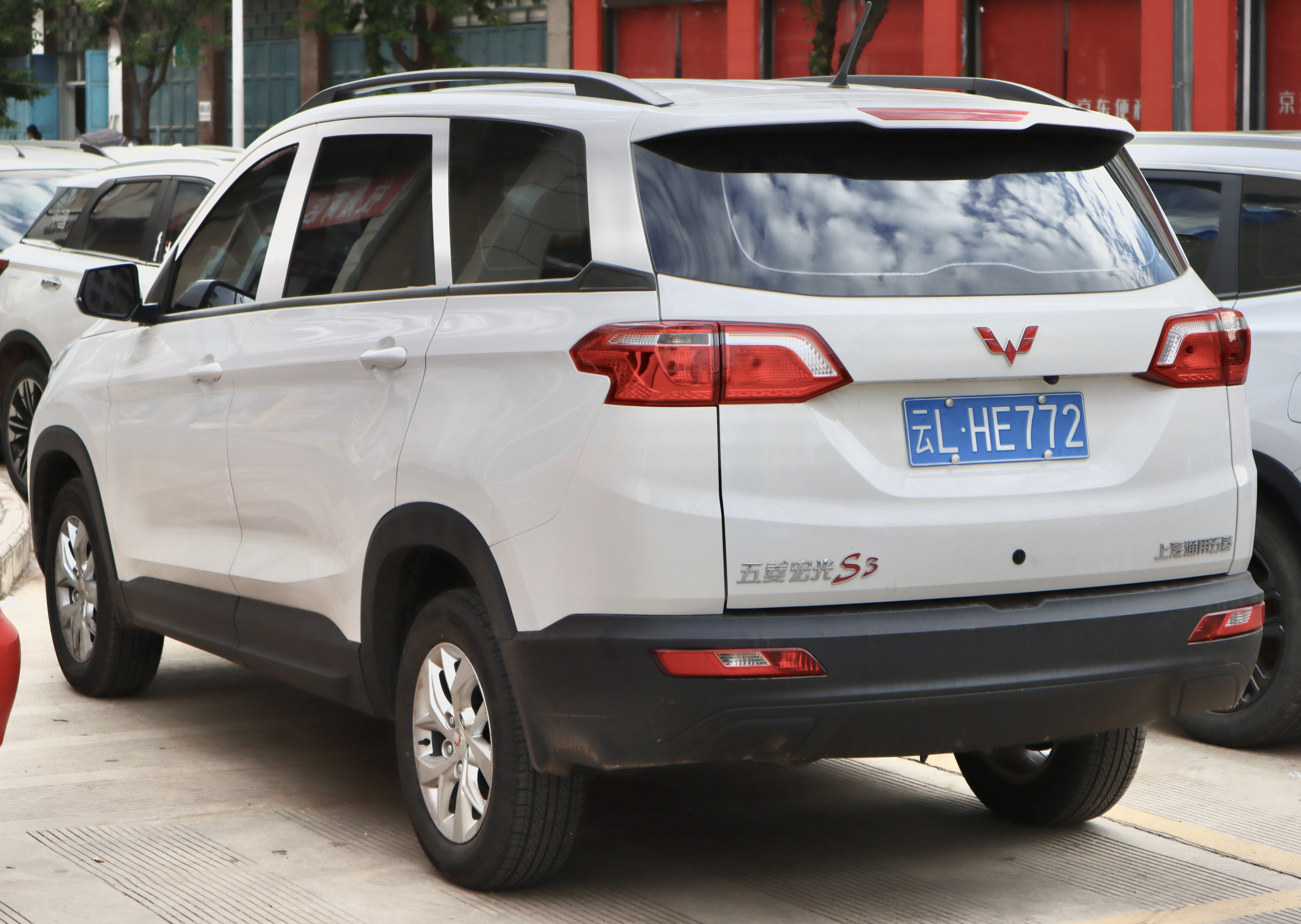
五菱・宏光 S3

### 五菱・宏光 プラス
高級仕様として2019年より販売されている。

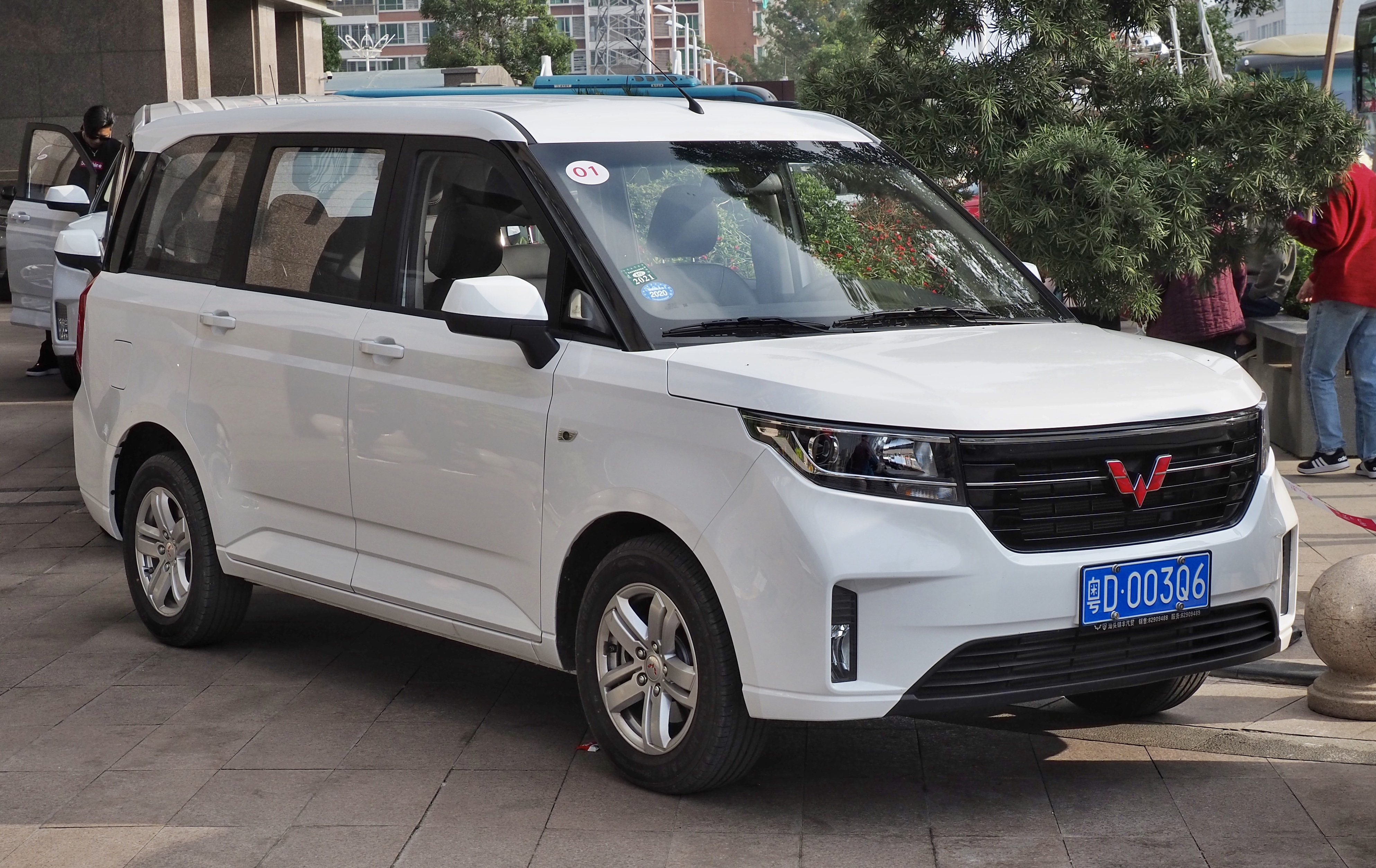
五菱・宏光 プラス
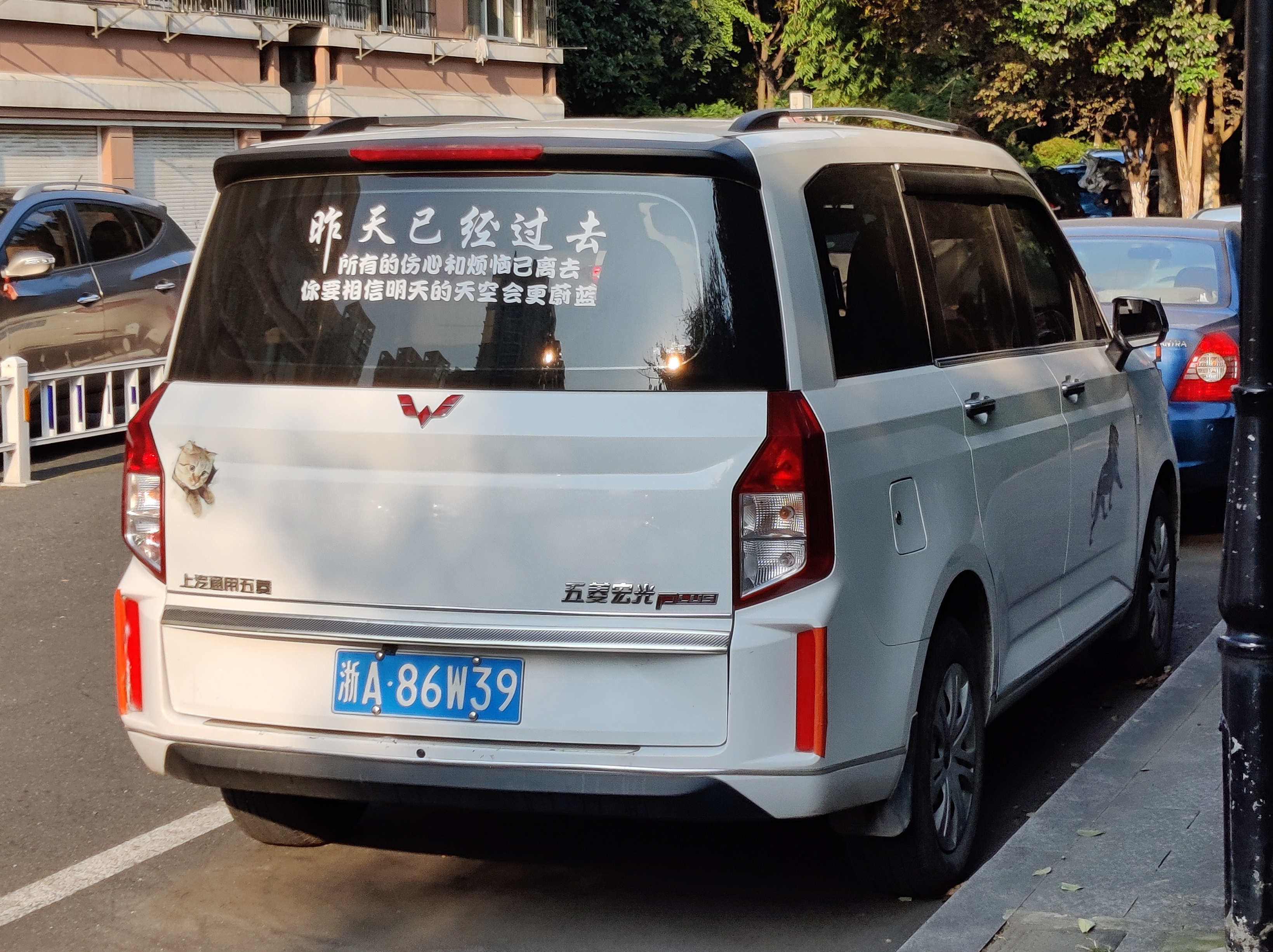
五菱・宏光 プラス

### 五菱・宏光 ミニ EV
2020年より販売されている電気マイクロカーである。ヨーロッパでは、「Freze Nikrob EV」として販売されている。

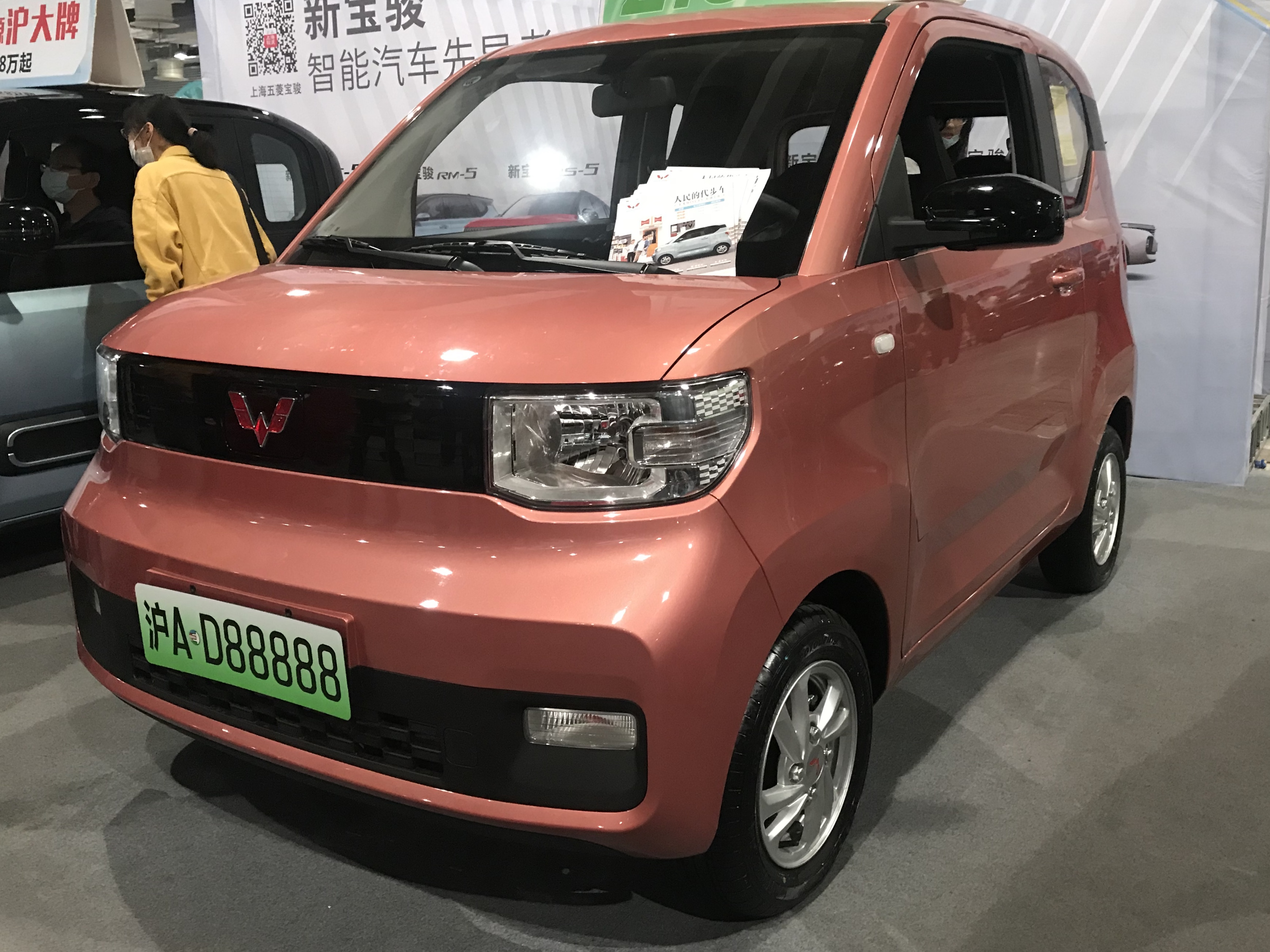
五菱・宏光ミニEV
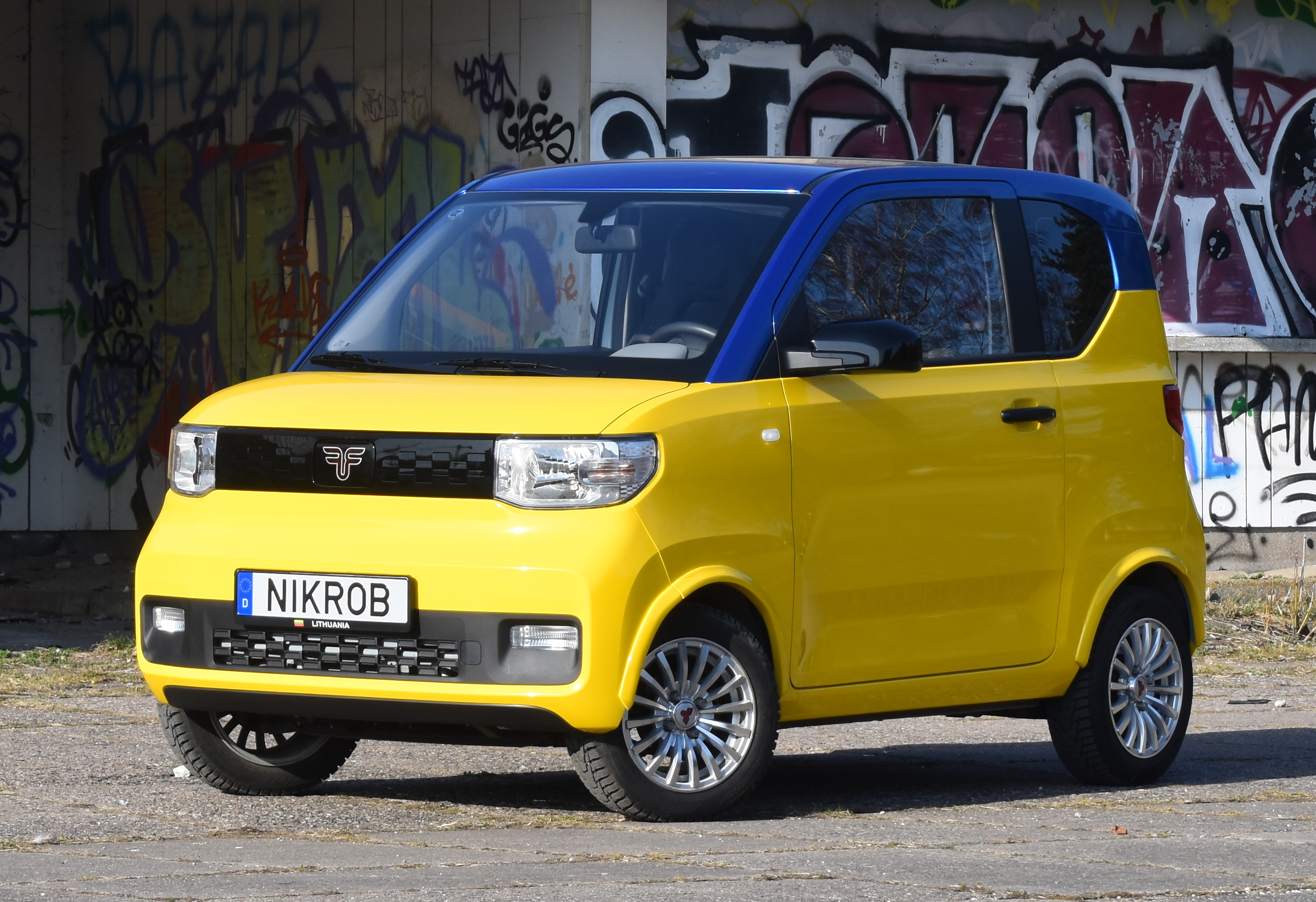
Freze Nikrob EV